# Bernardo Castillo
Bernardo Castillo es un jugador de baloncesto, que ocupa la posición de alero. Nació el 29 de julio de 1988, en Jaén. Actualmente juega en la Fundación Club Baloncesto Granada de la liga Adecco Plata.

## Biografía
Jienense de nacimiento, el jugador que mide 197 centímetros, dio sus primeros pinitos en el mundo de la canasta en el equipo infantil de su ciudad natal, el Jaén CB. Con 14 años fue fichado por el Unicaja. Berni Castillo estuvo cuatro campañas en el club malagueño, en sus equipos cadete y júnior. En la temporada 2006-07 se incorporó al CB Granada, con el que ha jugado en su equipo de la Liga EBA.
El 26 de abril de 2009 fue una jornada que el canterano seguro no olvidará, pues fue el día en el que debutó en la Liga ACB. En Manresa, ante el Ricoh, Berni Castillo disputó los últimos 48 segundos de un encuentro que el conjunto entrenado por Trifón Poch ganó por 15 puntos de ventaja: 75-90. Pero ahí no quedó su presencia en la máxima categoría del baloncesto español, pues en la última jornada de Liga el jienense estuvo sobre el parqué del Palacio de Deportes seis minutos y 19 segundos. En esta ocasión el resultado fue muy distinto, pues el Unicaja se paseó ante los granadinos (51-93). En este encuentro Berni Castillo estrenó su casillero de puntos, al anotar un tiro libre. Sus estadísticas también recogen que capturó un rebote defensivo.

## Trayectoria deportiva
- 2001-2002  Jaén CB
- 2002-2006  Unicaja Máristas
- 2006-2007  Ortopedia 7 Cabra CB Granada (EBA)
- 2007-2008  Motril Grupo Alaminos - CB Granada (EBA)
- 2008-2009  CB Granada sub-20 y ACB
- 2008-2009  CB Guadix (EBA) - Vinculado CB Granada
- 2009-2010  CB Granada EBA y ACB
- 2013-2014  Fundación Club Baloncesto Granada (Liga EBA)
- 2014-2015  Fundación Club Baloncesto Granada (Liga EBA)
- 2015-2016  Fundación Club Baloncesto Granada (Adecco Plata)